# ナイキ・トマホーク

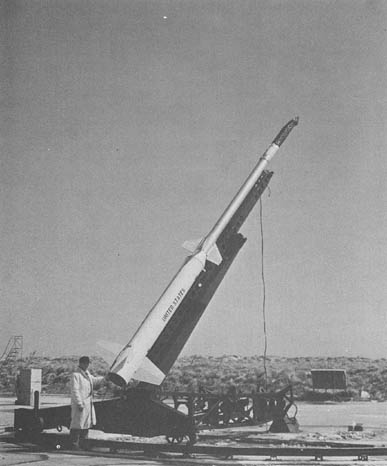
ナイキ・トマホーク

ナイキ・トマホーク（英: Nike Tomahawk）はアメリカ合衆国の2段式観測ロケット。1段目にはナイキロケットが、2段目にはトマホークロケットが使用されている。1963年6月25日から1995年11月27日まで396回使用され、うち18回失敗している。

## 性能
- ペイロード：45 kg
- 高度：370 km
- 推力：217.000 kN（離陸時）
- 重量：990 kg
- 直径：0.42 m
- 全長：10.80 m
- エンジン: TE-416